# 頭大仏殿
頭大仏殿（あたまだいぶつでん）は、北海道札幌市南区滝野2番地に所在する真駒内滝野霊園内にある、安藤忠雄設計による大仏殿。大仏がドーム型の屋根の真ん中に空いた穴から頭だけ突き出して見える。霊園であるが、丘と一体化したその姿が、アートな魅力をたたえた札幌市の新名所となっている。

## 概要

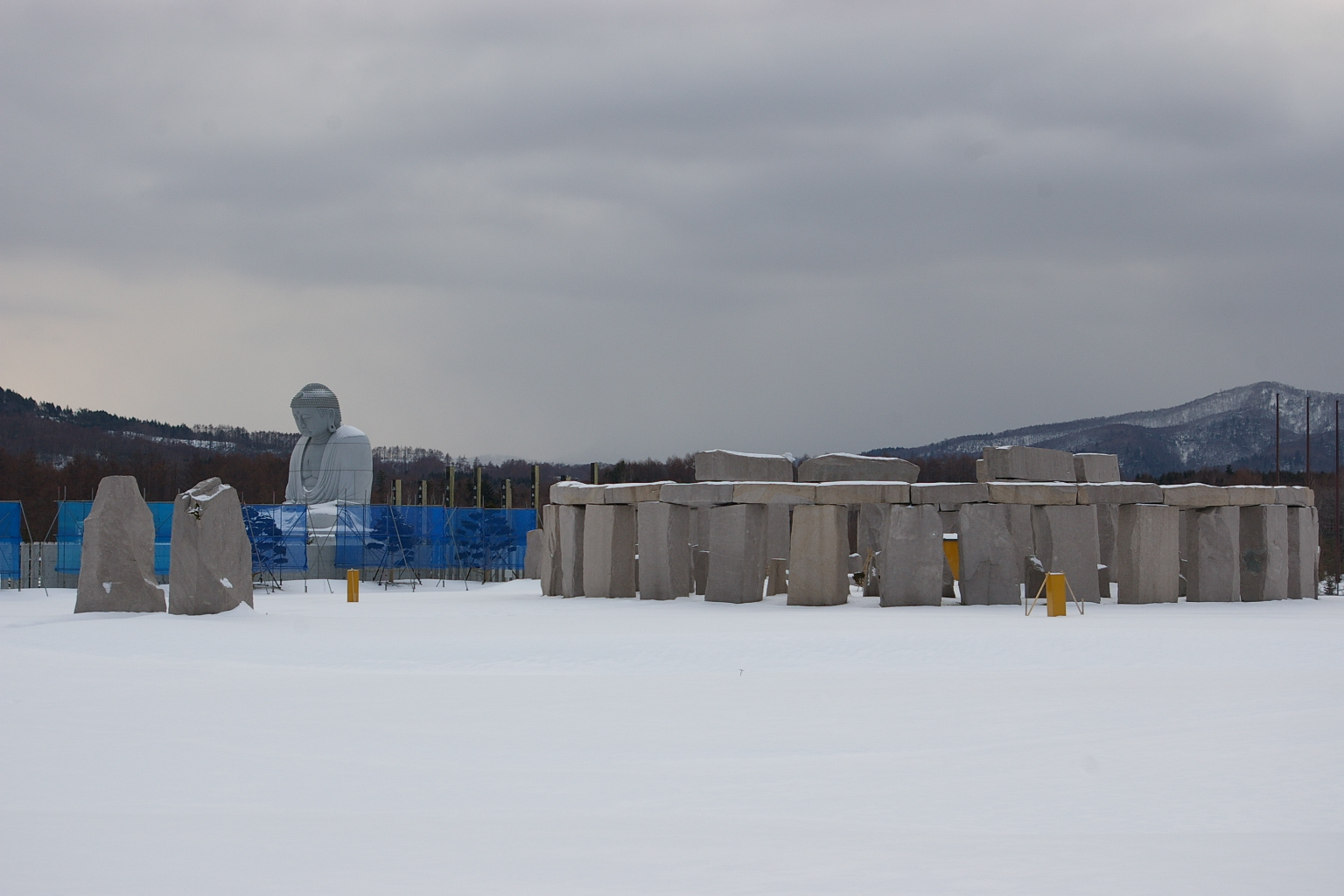
ストーンヘンジと大仏（2006年12月29日撮影、大仏殿設置前）

大仏は当初よりあったが、大仏殿は真駒内滝野霊園開園30周年記念事業として、安藤忠雄により設計された。外部からは、丸い丘の中央に大仏の頭だけが見える、その印象的な姿から、『頭大仏』と名付けられた。丘の中は礼拝空間となっており、外部から大仏殿へのアプローチは、日常から非日常へいざなうように、安藤忠雄のこだわりが随所にちりばめられ、やがて大仏を仰ぎ見る空間へ至る。大仏を取り囲む丘には、一面に15万株のラベンダーが植栽される。7月中旬から下旬がラベンダーの満開期にあたる。
園内には、頭大仏だけではなく総面積180万平方kmの壮大なランドスケープには、高さ9.5m、重さ120tの33基のモアイ像（「未来を生きる」という意味があるとされる）を始め、増長天像や広目天像、人頭有翼の獅子像などの石像が立ち並ぶほか、イギリスの世界遺産「ストーンヘンジ」までが再現されている。
当初は、安藤ファンの間で話題となり、次第に観光客が増え、その後、海外にも知れ渡り、特に韓国とタイからの観光客が観光バスを連ねて来るに至った。

## 構成

### 水庭

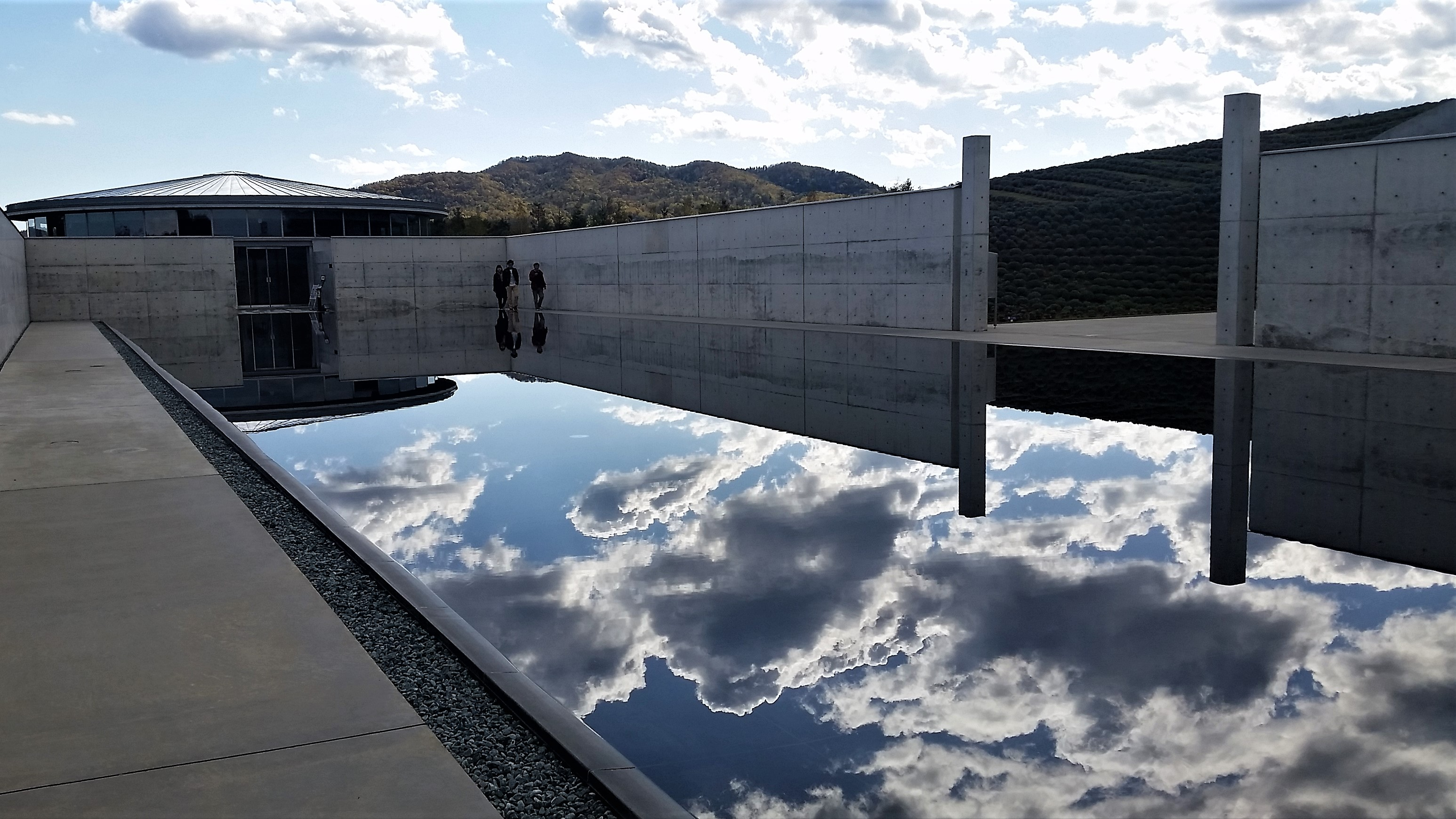
水庭。安藤は、この水庭を迂回させることで水で心を清め、日常から非日常へと心を切り替えるという演出を行った。

結界を意味する。参道をまっすぐ進めないよう設計され、この水庭を迂回することで、水で心を清め、日常から非日常へと心を切り替えるという演出がなされる。この構成に関し、安藤は「北海道の自然は広大であり、その美しさの中に日本人が忘れてきた豊かな感性が潜んでいる。頭大仏は外からは見えないが、冬には雪が積もる。見えないことで想像力を喚起する」との説明をしている。
※11月4日～4月下旬の降雪期間は、水が張られていない。

### トンネル
水庭の奥の大仏に至るトンネルで、天井には、コンクリートがひだのように連なった曲線の連続からなり、薄暗闇に包まれた胎内的空間を表す。トンネルを抜けて初めて、大仏を仰ぎ見ることができる。

### 頭大仏

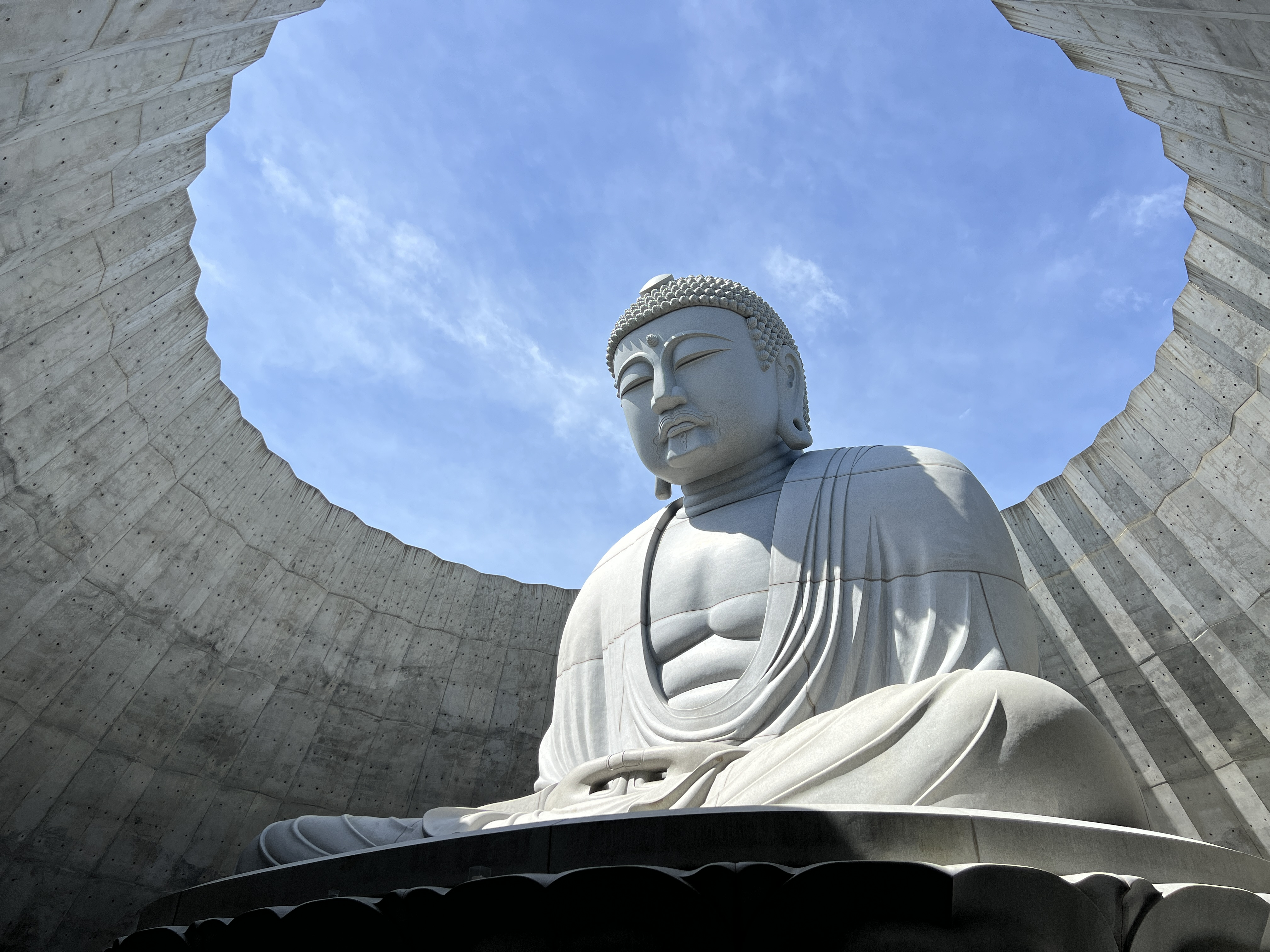
頭大仏

2016年竣工。アプローチから135ｍの道程を経て、初めて大仏を仰ぎ見ることができる。 円形に切り取られた天空からは、自由に光と自然が入り込む。高さ 13.5ｍ　総重量 1,500ｔ。大仏殿の一角には、中国語やタイ語など、アジア各国を中心とした国々の言葉で願い事が記された「メッセージ献灯」が並ぶ。

### ロタンダカフェ＆ストア
水庭の向かって左隣にあるカフェ。軽食やコーヒー、ケーキやソフトクリーム、オリジナルグッズなどが提供される。外国人観光客の増加に伴い、休憩できる場所の設置を意図し2018年にオープン。

## 交通アクセス

### 地下鉄
地下鉄南北線さっぽろ駅から真駒内駅で降車。乗車時間約18分。

### バス
真駒内駅バス2番乗り場から滝野霊園行きへ乗車。乗車時間約23分。

### 開園時間
- 夏期開門時間:4月1日～9月30日 7:00～19:00
- 冬期開門時間:10月1日～3月31日 7:00～18:00

## 入場料
- 霊園内の入場:無料
- 駐車場:無料
- 頭大仏拝観:志納(ラベンダー維持協力金)
- ラベンダーの遊歩道（風薫る祈りの道）:500円